# Patriot Front
Il Patriot Front è un'organizzazione neofascista e nazionalista bianca statunitense. Parte del più ampio movimento alt-right, il gruppo si è separato dall'organizzazione neonazista Vanguard America all'indomani della manifestazione Unite the Right del 2017.
L'estetica del Patriot Front combina la tradizione americana con il simbolismo fascista. Secondo quanto riferito, alla fine del 2021 il gruppo contava tra i 200 e i 300 membri. Secondo l'Anti-Defamation League (ADL), il gruppo ha generato l'82% degli incidenti segnalati nel 2021 riguardanti la distribuzione di propaganda razzista, antisemita e di altro tipo negli Stati Uniti, con 3.992 incidenti in tutti gli Stati federati tranne Hawaii e Alaska.
L'organizzazione è designata dal Southern Poverty Law Center (SPLC) come gruppo di odio suprematista bianco.

## Storia e ideologia
Il Patriot Front è guidato da Thomas Ryan Rousseau, che era un adolescente quando ha fondato il gruppo. Nel 2017, Rousseau ha preso il controllo del sito web e del server Discord di Vanguard America alcune settimane prima della manifestazione Unite the Right a Charlottesville, in Virginia, alla quale ha partecipato come leader del contingente di Vanguard America. In seguito alla cattiva stampa che ha suscitato la manifestazione, Rousseau ha lasciato Vanguard. Ha usato il nome di dominio del gruppo per formare Patriot Front come nuovo gruppo e reclutare i partecipanti alla manifestazione, sebbene la maggior parte dei membri di Patriot Front fossero ex membri di Vanguard. Rousseau è stato arrestato ripetutamente durante le attività del gruppo.
Come Vanguard America, Patriot Front sostiene una versione dell'ideologia bianco-centrica compatibile con i punti di vista dei fascisti di tutta l'America, come le frontiere chiuse e il governo autoritario. Secondo l'Anti-Defamation League (ADL), "il Patriot Front è un gruppo suprematista bianco i cui membri sostengono che i loro antenati hanno conquistato l'America e la hanno lasciata in eredità a loro e a nessun altro".
Il gruppo utilizza immagini patriottiche per ampliare il proprio elettorato, aggiungendo inoltre simboli come il fascio littorio, per rappresentare il fascismo. Secondo il Southern Poverty Law Center (SPLC), "il Patriot Front si concentra sulla retorica teatrale e sull'attivismo che può essere facilmente distribuito come propaganda per i suoi capitoli in tutto il Paese".